# The John Butler Trio
The John Butler Trio – australijski zespół folkowy. Jego liderem jest John Butler.
Dwa albumy zespołu: Three (2001) i Living (2003) osiągnęły status platynowych. Z kolei ich album z 2004 roku Sunrise over Sea w tydzień po premierze otrzymał status złotego.
Dwa albumy jego zespołu: John Butler (1998) i JBT EP (2000) były na tyle udane, że pozwoliły mu osiągnąć szeroki rozgłos.
Album "Sunrise over Sea" zawiera singel "Zebra", nazwany tak, ponieważ Butler w czasie pisania tego utworu słuchał dużo muzyki reggae i Led Zeppelin, który stał się szybko wielkim przebojem w Australii.